# Gergely Hadvina
Gergely Hadvina es un deportista húngaro que compitió en piragüismo en la modalidad de aguas tranquilas. Ganó una medalla de plata en el Campeonato Europeo de Piragüismo de 2010, en la prueba de K4 1000 m.

## Palmarés internacional
| Campeonato Europeo | Campeonato Europeo | Campeonato Europeo | Campeonato Europeo |
| Año                | Lugar              | Medalla            | Competición        |
| ------------------ | ------------------ | ------------------ | ------------------ |
| 2010               | Corvera (España)   | Medalla de plata   | K4 1000 m          |